# خانه زنان (فیلم)
خانهٔ زنان (لهستانی: Dom kobiet؛ ‏آلمانی: Haus der Frauen) یک فیلم درام آلمانی به کارگردانی کشیشتف زانوسی است که در سال ۱۹۷۷ منتشر شد.

## گزیدهٔ بازیگران
- لینا کارستنس
- بریگیته هورنی
- ایفا ماریا ماینکه
- کوردولا ترانتو
- ادیت شولتزه-وستروم
- کارین بال